# 24 Horas de Le Mans de 2008
As 24 Hours of Le Mans de 2008 foi o 76º grande prêmio automobilístico das 24 Horas de Le Mans, tendo acontecido nos dias 14 e 15 de junho 2008 em Le Mans, França no autódromo francês, Circuit de la Sarthe. 
A prova de classificação para a corrida foi realizada no dia 1º de junho. A corrida foi assistida por um público de 258.000 espectadores, com Tom Kristensen vencendo pela 8° vez, ampliando seu recorde de maior número de vitórias na classificação geral, chegando em primeiro ao lado dos pilotos Rinaldo Capello e Allan McNish pela equipe Audi. O brasileiro Ricardo Zonta alcançou a terceira colocação geral na prova pela equipe Peugeot.

## Resultados Finais

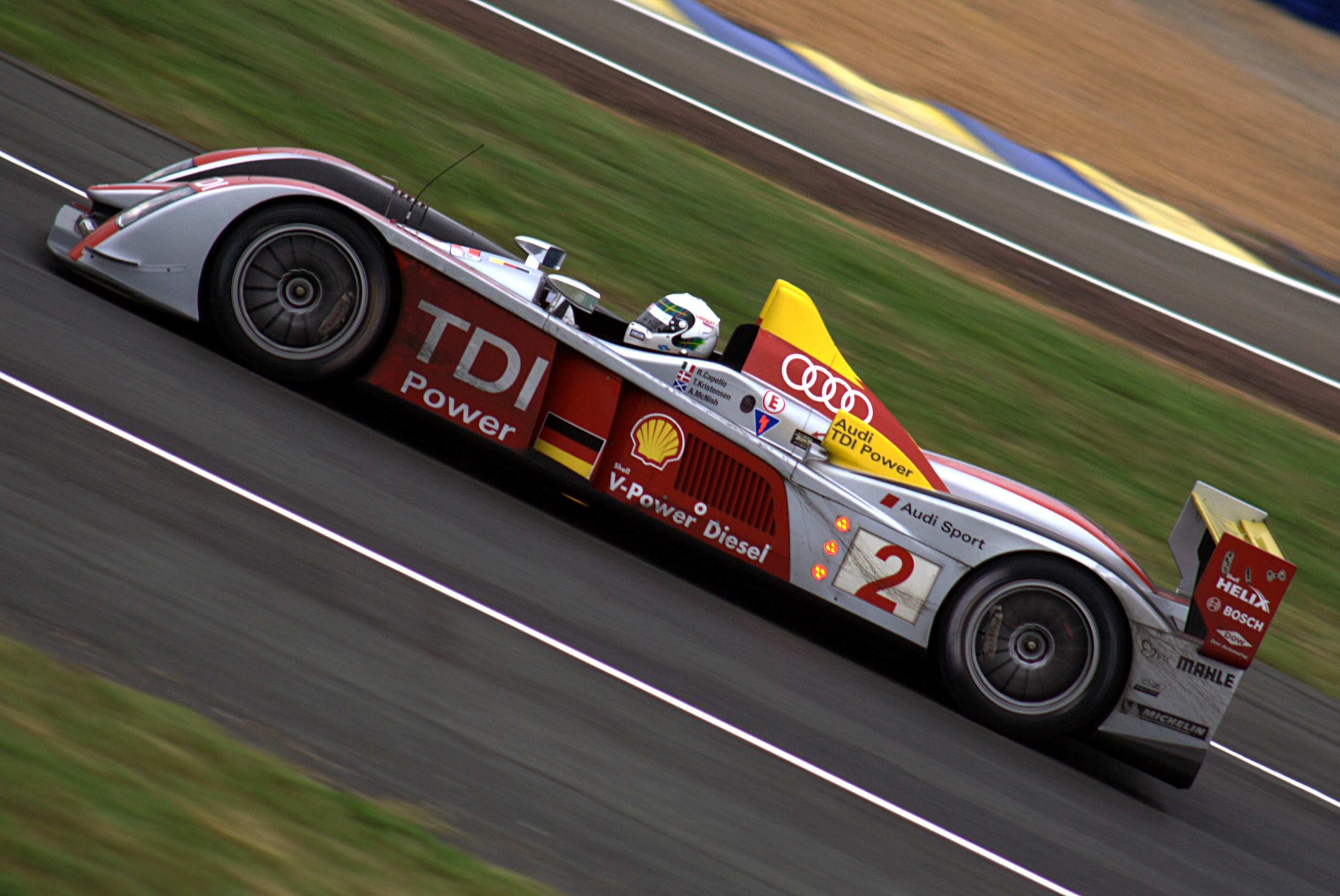
1. 2 Audi Sport North America, Audi R10 - carro vencedor da prova de 2008

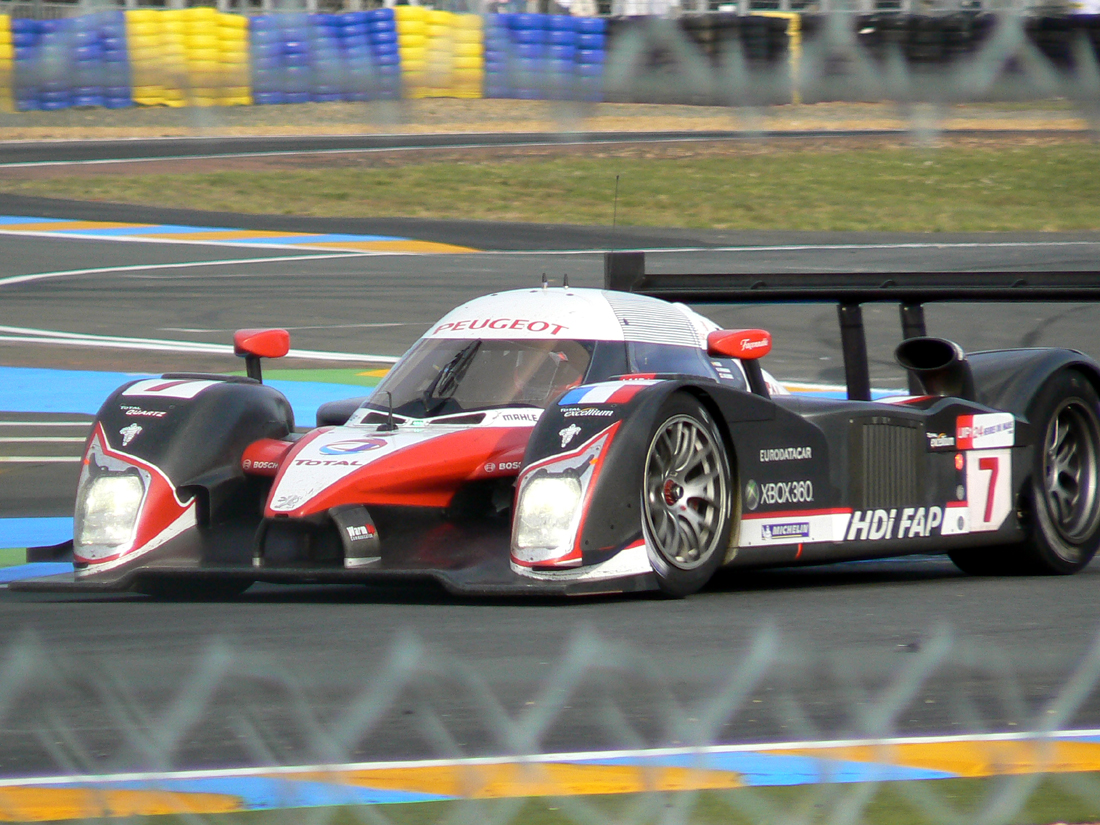
1. 7 Team Peugeot Total, Peugeot 908

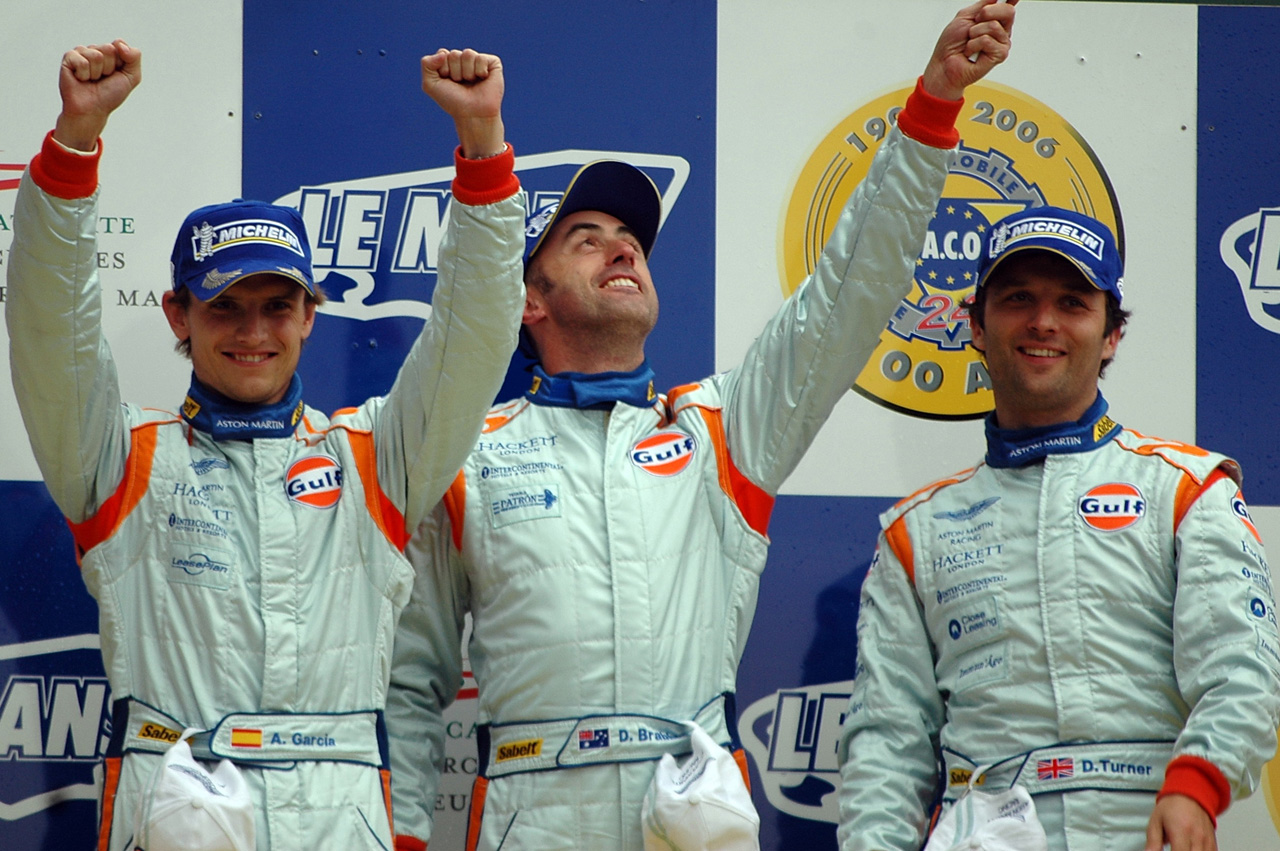
Pódio com os vencedores da categoria GT1, da esquerda para à direita: Antonio García, David Brabham e Darren Turner.

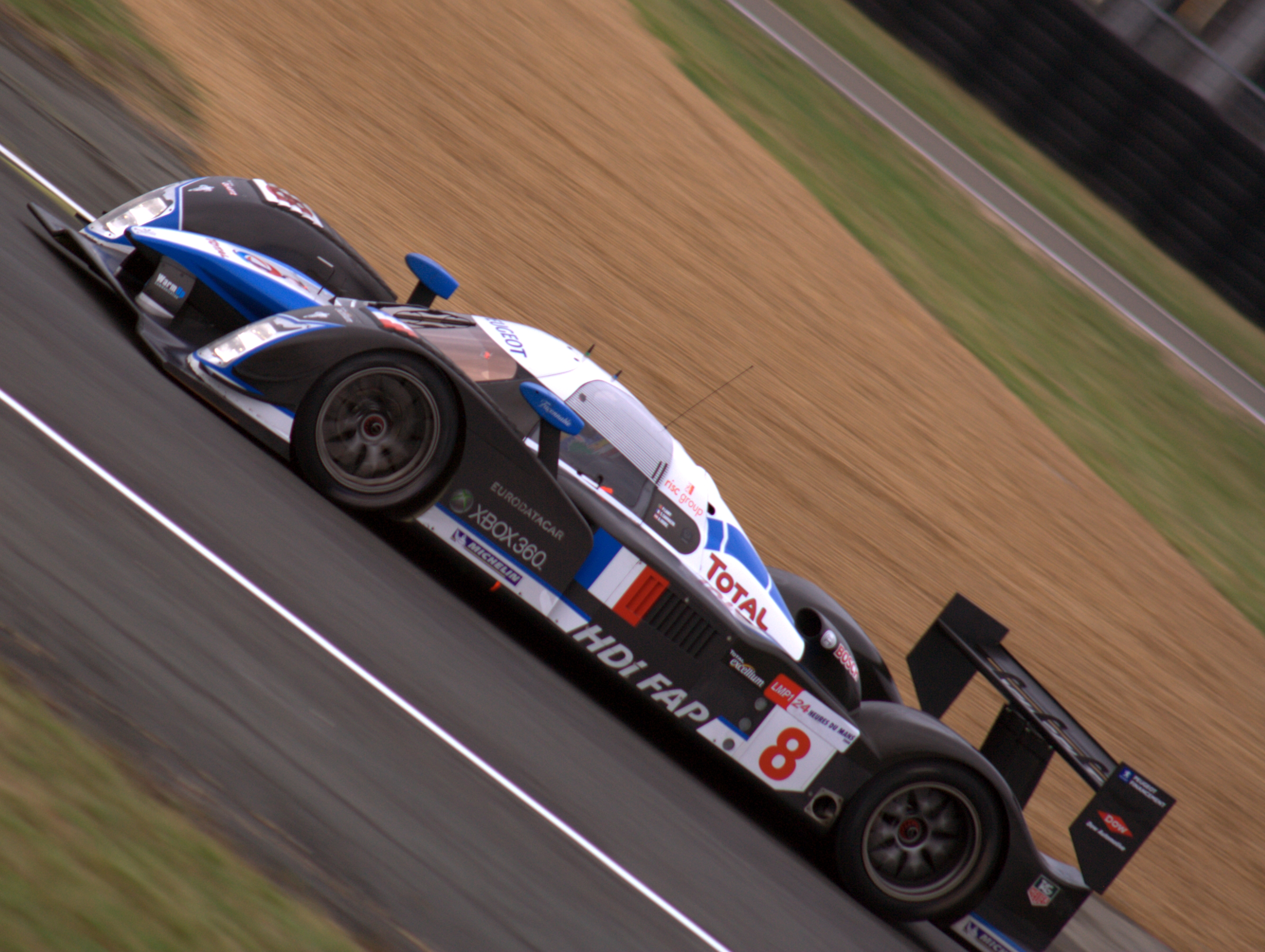
1. 8 Team Peugeot Total, Peugeot 908

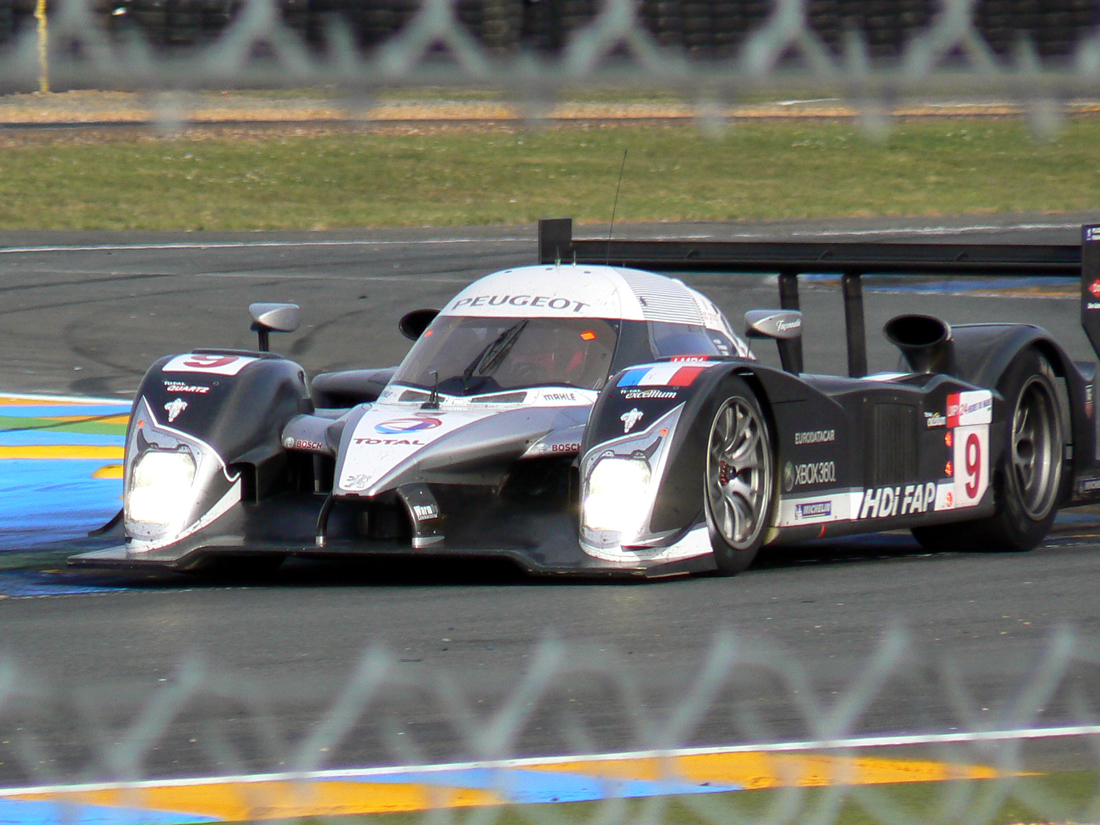
1. 9 Peugeot Sport Total, Peugeot 908

Os vencedores da classe estão marcados em negrito. Os carros que terminam a corrida mas não completam 75 por cento da distância do vencedor são listados como não classificados (NC).
| Pos    | Class | No  | Equipe                                     | Pilotos                                                 | Chassis                              | Pneus | Voltas |
| Pos    | Class | No  | Equipe                                     | Pilotos                                                 | Motor                                | Pneus | Voltas |
| ------ | ----- | --- | ------------------------------------------ | ------------------------------------------------------- | ------------------------------------ | ----- | ------ |
| 1      | LMP1  | 2   | Audi Sport North America                   | Allan McNish Rinaldo Capello Tom Kristensen             | Audi R10 TDI                         | M     | 381    |
| 1      | LMP1  | 2   | Audi Sport North America                   | Allan McNish Rinaldo Capello Tom Kristensen             | Audi TDI 5.5 L Turbo V12 (Diesel)    | M     | 381    |
| 2      | LMP1  | 7   | Team Peugeot Total                         | Nicolas Minassian Marc Gené Jacques Villeneuve          | Peugeot 908                          | M     | 381    |
| 2      | LMP1  | 7   | Team Peugeot Total                         | Nicolas Minassian Marc Gené Jacques Villeneuve          | Peugeot HDi 5.5 L Turbo V12 (Diesel) | M     | 381    |
| 3      | LMP1  | 9   | Peugeot Sport Total                        | Franck Montagny Ricardo Zonta Christian Klien           | Peugeot 908                          | M     | 379    |
| 3      | LMP1  | 9   | Peugeot Sport Total                        | Franck Montagny Ricardo Zonta Christian Klien           | Peugeot HDi 5.5 L Turbo V12 (Diesel) | M     | 379    |
| 4      | LMP1  | 3   | Audi Sport Team Joest                      | Mike Rockenfeller Lucas Luhr Alexandre Prémat           | Audi R10 TDI                         | M     | 374    |
| 4      | LMP1  | 3   | Audi Sport Team Joest                      | Mike Rockenfeller Lucas Luhr Alexandre Prémat           | Audi TDI 5.5 L Turbo V12 (Diesel)    | M     | 374    |
| 5      | LMP1  | 8   | Team Peugeot Total                         | Stéphane Sarrazin Pedro Lamy Alexander Wurz             | Peugeot 908                          | M     | 368    |
| 5      | LMP1  | 8   | Team Peugeot Total                         | Stéphane Sarrazin Pedro Lamy Alexander Wurz             | Peugeot HDi 5.5 L Turbo V12 (Diesel) | M     | 368    |
| 6      | LMP1  | 1   | Audi Sport North America                   | Frank Biela Marco Werner Emanuele Pirro                 | Audi R10 TDI                         | M     | 367    |
| 6      | LMP1  | 1   | Audi Sport North America                   | Frank Biela Marco Werner Emanuele Pirro                 | Audi TDI 5.5 L Turbo V12 (Diesel)    | M     | 367    |
| 7      | LMP1  | 17  | Pescarolo Sport                            | Christophe Tinseau Benoît Tréluyer Harold Primat        | Pescarolo 01                         | M     | 362    |
| 7      | LMP1  | 17  | Pescarolo Sport                            | Christophe Tinseau Benoît Tréluyer Harold Primat        | Judd GV5.5 S2 5.5 L V10              | M     | 362    |
| 8      | LMP1  | 5   | Team Oreca-Matmut                          | Soheil Ayari Loïc Duval Laurent Groppi                  | Courage-Oreca LC70                   | M     | 357    |
| 8      | LMP1  | 5   | Team Oreca-Matmut                          | Soheil Ayari Loïc Duval Laurent Groppi                  | Judd GV5.5 S2 5.5 L V10              | M     | 357    |
| 9      | LMP1  | 10  | Charouz Racing System Aston Martin Racing  | Jan Charouz Tomáš Enge Stefan Mücke                     | Lola B08/60                          | M     | 354    |
| 9      | LMP1  | 10  | Charouz Racing System Aston Martin Racing  | Jan Charouz Tomáš Enge Stefan Mücke                     | Aston Martin 6.0L V12                | M     | 354    |
| 10     | LMP2  | 34  | Van Merksteijn Motorsport Equipe Verschuur | Peter van Merksteijn Jeroen Bleekemolen Jos Verstappen  | Porsche RS Spyder Evo                | M     | 354    |
| 10     | LMP2  | 34  | Van Merksteijn Motorsport Equipe Verschuur | Peter van Merksteijn Jeroen Bleekemolen Jos Verstappen  | Porsche MR6 3.4 L V8                 | M     | 354    |
| 11     | LMP1  | 18  | Rollcentre Racing                          | João Barbosa Stéphan Grégoire Vanina Ickx               | Pescarolo 01                         | D     | 352    |
| 11     | LMP1  | 18  | Rollcentre Racing                          | João Barbosa Stéphan Grégoire Vanina Ickx               | Judd GV5.5 S2 5.5 L V10              | D     | 352    |
| 12     | LMP2  | 31  | Team Essex                                 | Casper Elgaard John Nielsen Sascha Maassen              | Porsche RS Spyder Evo                | D     | 347    |
| 12     | LMP2  | 31  | Team Essex                                 | Casper Elgaard John Nielsen Sascha Maassen              | Porsche MR6 3.4 L V8                 | D     | 347    |
| 13     | GT1   | 009 | Aston Martin Racing                        | David Brabham Antonio García Darren Turner              | Aston Martin DBR9                    | M     | 344    |
| 13     | GT1   | 009 | Aston Martin Racing                        | David Brabham Antonio García Darren Turner              | Aston Martin 6.0 L V12               | M     | 344    |
| 14     | GT1   | 63  | Corvette Racing                            | Johnny O'Connell Jan Magnussen Ron Fellows              | Chevrolet Corvette C6.R              | M     | 344    |
| 14     | GT1   | 63  | Corvette Racing                            | Johnny O'Connell Jan Magnussen Ron Fellows              | Chevrolet LS7.R 7.0 L V8             | M     | 344    |
| 15     | GT1   | 64  | Corvette Racing                            | Oliver Gavin Olivier Beretta Max Papis                  | Chevrolet Corvette C6.R              | M     | 341    |
| 15     | GT1   | 64  | Corvette Racing                            | Oliver Gavin Olivier Beretta Max Papis                  | Chevrolet LS7.R 7.0 L V8             | M     | 341    |
| 16     | GT1   | 007 | Aston Martin Racing                        | Heinz-Harald Frentzen Andrea Piccini Karl Wendlinger    | Aston Martin DBR9                    | M     | 339    |
| 16     | GT1   | 007 | Aston Martin Racing                        | Heinz-Harald Frentzen Andrea Piccini Karl Wendlinger    | Aston Martin 6.0 L V12               | M     | 339    |
| 17     | GT1   | 72  | Luc Alphand Aventures                      | Luc Alphand Guillaume Moreau Jérôme Policand            | Chevrolet Corvette C6.R              | M     | 335    |
| 17     | GT1   | 72  | Luc Alphand Aventures                      | Luc Alphand Guillaume Moreau Jérôme Policand            | Chevrolet LS7.R 7.0 L V8             | M     | 335    |
| 18     | LMP2  | 35  | Saulnier Racing                            | Pierre Ragues Mathieu Lahaye Cheng Cong Fu              | Pescarolo 01                         | M     | 333    |
| 18     | LMP2  | 35  | Saulnier Racing                            | Pierre Ragues Mathieu Lahaye Cheng Cong Fu              | Judd DB 3.4 L V8                     | M     | 333    |
| 19     | GT2   | 82  | Risi Competizione                          | Gianmaria Bruni Mika Salo Jaime Melo                    | Ferrari F430 GT2                     | M     | 326    |
| 19     | GT2   | 82  | Risi Competizione                          | Gianmaria Bruni Mika Salo Jaime Melo                    | Ferrari 4.0 L V8                     | M     | 326    |
| 20     | LMP2  | 40  | Quifel ASM Team                            | Miguel Amaral Olivier Pla Guy Smith                     | Lola B05/40                          | D     | 325    |
| 20     | LMP2  | 40  | Quifel ASM Team                            | Miguel Amaral Olivier Pla Guy Smith                     | AER P07 2.0 L Turbo I4               | D     | 325    |
| 21     | GT1   | 73  | Luc Alphand Aventures                      | Jean-Luc Blanchemain Laurent Pasquali Patrice Goueslard | Chevrolet Corvette C6.R              | M     | 325    |
| 21     | GT1   | 73  | Luc Alphand Aventures                      | Jean-Luc Blanchemain Laurent Pasquali Patrice Goueslard | Chevrolet LS7.R 7.0 L V8             | M     | 325    |
| 22     | GT2   | 97  | BMS Scuderia Italia                        | Matteo Malucelli Paolo Ruberti Fabio Babini             | Ferrari F430 GT2                     | P     | 318    |
| 22     | GT2   | 97  | BMS Scuderia Italia                        | Matteo Malucelli Paolo Ruberti Fabio Babini             | Ferrari 4.0 L V8                     | P     | 318    |
| 23     | GT2   | 90  | Farnbacher Racing                          | Pierre Ehret Pierre Kaffer Lars-Erik Nielsen            | Ferrari F430 GT2                     | D     | 317    |
| 23     | GT2   | 90  | Farnbacher Racing                          | Pierre Ehret Pierre Kaffer Lars-Erik Nielsen            | Ferrari 4.0 L V8                     | D     | 317    |
| 24     | LMP1  | 14  | Creation Autosportif                       | Stuart Hall Johnny Mowlem Marc Goossens                 | Creation CA07                        | D     | 316    |
| 24     | LMP1  | 14  | Creation Autosportif                       | Stuart Hall Johnny Mowlem Marc Goossens                 | AIM (Judd) YS5.5 5.5 L V10           | D     | 316    |
| 25     | GT2   | 99  | JMB Racing Aucott Racing                   | Ben Aucott Alain Ferté Stéphane Daoudi                  | Ferrari F430 GT2                     | M     | 312    |
| 25     | GT2   | 99  | JMB Racing Aucott Racing                   | Ben Aucott Alain Ferté Stéphane Daoudi                  | Ferrari 4.0 L V8                     | M     | 312    |
| 26     | LMP1  | 4   | Saulnier Racing                            | Jacques Nicolet Marc Faggionato Richard Hein            | Pescarolo 01                         | M     | 311    |
| 26     | LMP1  | 4   | Saulnier Racing                            | Jacques Nicolet Marc Faggionato Richard Hein            | Judd GV5.5 S2 5.5 L V10              | M     | 311    |
| 27     | GT2   | 77  | Team Felbermayr-Proton                     | Horst Felbermayr, Sr. Alex Davison Wolf Henzler         | Porsche 997 GT3-RSR                  | M     | 309    |
| 27     | GT2   | 77  | Team Felbermayr-Proton                     | Horst Felbermayr, Sr. Alex Davison Wolf Henzler         | Porsche 3.8 L Flat-6                 | M     | 309    |
| 28     | GT1   | 50  | Larbre Compétition                         | Christophe Bouchut David Smet Patrick Bornhauser        | Saleen S7-R                          | M     | 306    |
| 28     | GT1   | 50  | Larbre Compétition                         | Christophe Bouchut David Smet Patrick Bornhauser        | Ford 7.0 L V8                        | M     | 306    |
| 29     | LMP2  | 32  | Barazi-Epsilon                             | Michael Vergers Juan Barazi Stuart Moseley              | Zytek 07S/2                          | M     | 304    |
| 29     | LMP2  | 32  | Barazi-Epsilon                             | Michael Vergers Juan Barazi Stuart Moseley              | Zytek ZG348 3.4 L V8                 | M     | 304    |
| 30     | GT1   | 59  | Team Modena                                | Terry Borcheller Christian Fittipaldi Jos Menten        | Aston Martin DBR9                    | M     | 302    |
| 30     | GT1   | 59  | Team Modena                                | Terry Borcheller Christian Fittipaldi Jos Menten        | Aston Martin 6.0 L V12               | M     | 302    |
| 31     | LMP2  | 26  | Team Bruichladdich Radical                 | Marc Rostan Gunnar Jeannette Ben Devlin                 | Radical SR9                          | D     | 297    |
| 31     | LMP2  | 26  | Team Bruichladdich Radical                 | Marc Rostan Gunnar Jeannette Ben Devlin                 | AER P07 2.0 L Turbo I4               | D     | 297    |
| 32     | GT2   | 80  | Flying Lizard Motorsports                  | Jörg Bergmeister Johannes van Overbeek Seth Neiman      | Porsche 997 GT3-RSR                  | M     | 289    |
| 32     | GT2   | 80  | Flying Lizard Motorsports                  | Jörg Bergmeister Johannes van Overbeek Seth Neiman      | Porsche 3.8 L Flat-6                 | M     | 289    |
| 33     | LMP1  | 11  | Dome Racing Team                           | Tatsuya Kataoka Yuji Tachikawa Daisuke Ito              | Dome S102                            | M     | 272    |
| 33     | LMP1  | 11  | Dome Racing Team                           | Tatsuya Kataoka Yuji Tachikawa Daisuke Ito              | Judd GV5.5 S2 5.5 L V10              | M     | 272    |
| 34 NC  | GT1   | 55  | IPB Spartak Racing Reiter Engineering      | Peter Kox Mike Hezemans Roman Rusinov                   | Lamborghini Murciélago R-GT          | M     | 266    |
| 34 NC  | GT1   | 55  | IPB Spartak Racing Reiter Engineering      | Peter Kox Mike Hezemans Roman Rusinov                   | Lamborghini L535 6.0 L V12           | M     | 266    |
| 35 NC  | LMP1  | 24  | Terramos                                   | Yojiro Terada Hiroki Katoh Kazuho Takahashi             | Courage LC70                         | M     | 224    |
| 35 NC  | LMP1  | 24  | Terramos                                   | Yojiro Terada Hiroki Katoh Kazuho Takahashi             | Mugen MF408S 4.0 L V8                | M     | 224    |
| 36 DNF | GT2   | 96  | Virgo Motorsport                           | Rob Bell Tim Mullen Tim Sugden                          | Ferrari F430 GT2                     | D     | 289    |
| 36 DNF | GT2   | 96  | Virgo Motorsport                           | Rob Bell Tim Mullen Tim Sugden                          | Ferrari 4.0 L V8                     | D     | 289    |
| 37 DNF | LMP1  | 16  | Pescarolo Sport                            | Emmanuel Collard Jean-Christophe Boullion Romain Dumas  | Pescarolo 01                         | M     | 238    |
| 37 DNF | LMP1  | 16  | Pescarolo Sport                            | Emmanuel Collard Jean-Christophe Boullion Romain Dumas  | Judd GV5.5 S2 5.5 L V10              | M     | 238    |
| 38 DNF | LMP1  | 23  | Autocon Motorsports Creation Autosportif   | Bryan Willman Michael Lewis Chris McMurry               | Creation CA07                        | D     | 224    |
| 38 DNF | LMP1  | 23  | Autocon Motorsports Creation Autosportif   | Bryan Willman Michael Lewis Chris McMurry               | Judd GV5 5.0 L V10                   | D     | 224    |
| 39 DNF | LMP2  | 45  | Embassy Racing                             | Warren Hughes Jonny Kane Joey Foster                    | Embassy WF01                         | M     | 213    |
| 39 DNF | LMP2  | 45  | Embassy Racing                             | Warren Hughes Jonny Kane Joey Foster                    | Zytek ZG348 3.4 L V8                 | M     | 213    |
| 40 DNF | LMP2  | 33  | Speedy Racing Team Sebah Automotive        | Steve Zacchia Andrea Belicchi Xavier Pompidou           | Lola B08/80                          | M     | 194    |
| 40 DNF | LMP2  | 33  | Speedy Racing Team Sebah Automotive        | Steve Zacchia Andrea Belicchi Xavier Pompidou           | Judd DB 3.4 L V8                     | M     | 194    |
| 41 DNF | LMP1  | 20  | Epsilon Euskadi                            | Ángel Burgueño Miguel Ángel de Castro Adrián Vallés     | Epsilon Euskadi EE1                  | M     | 189    |
| 41 DNF | LMP1  | 20  | Epsilon Euskadi                            | Ángel Burgueño Miguel Ángel de Castro Adrián Vallés     | Judd GV5.5 S2 5.5 L V10              | M     | 189    |
| 42 DNF | LMP1  | 22  | Tōkai University YGK Power                 | Toshio Suzuki Haruki Kurosawa Masami Kageyama           | Courage-Oreca LC70                   | Y     | 185    |
| 42 DNF | LMP1  | 22  | Tōkai University YGK Power                 | Toshio Suzuki Haruki Kurosawa Masami Kageyama           | YGK YR40T 4.0 L Turbo V8             | Y     | 185    |
| 43 DNF | LMP1  | 21  | Epsilon Euskadi                            | Shinji Nakano Stefan Johansson Jean-Marc Gounon         | Epsilon Euskadi EE1                  | M     | 158    |
| 43 DNF | LMP1  | 21  | Epsilon Euskadi                            | Shinji Nakano Stefan Johansson Jean-Marc Gounon         | Judd GV5.5 S2 5.5 L V10              | M     | 158    |
| 44 DNF | LMP1  | 6   | Team Oreca-Matmut                          | Marcel Fässler Olivier Panis Simon Pagenaud             | Courage-Oreca LC70                   | M     | 147    |
| 44 DNF | LMP1  | 6   | Team Oreca-Matmut                          | Marcel Fässler Olivier Panis Simon Pagenaud             | Judd GV5.5 S2 5.5 L V10              | M     | 147    |
| 45 DNF | LMP2  | 44  | Kruse Schiller Motorsport                  | Jean de Pourtales Hideki Noda Allan Simonsen            | Lola B05/40                          | D     | 147    |
| 45 DNF | LMP2  | 44  | Kruse Schiller Motorsport                  | Jean de Pourtales Hideki Noda Allan Simonsen            | Mazda MZR-R 2.0 L Turbo I4           | D     | 147    |
| 46 DNF | LMP1  | 12  | Charouz Racing System Team Cytosport       | Greg Pickett Klaus Graf Jan Lammers                     | Lola B07/17                          | M     | 146    |
| 46 DNF | LMP1  | 12  | Charouz Racing System Team Cytosport       | Greg Pickett Klaus Graf Jan Lammers                     | Judd GV5.5 S2 5.5 L V10              | M     | 146    |
| 47 DNF | GT2   | 78  | AF Corse                                   | Thomas Biagi Toni Vilander Christian Montanari          | Ferrari F430 GT2                     | M     | 111    |
| 47 DNF | GT2   | 78  | AF Corse                                   | Thomas Biagi Toni Vilander Christian Montanari          | Ferrari 4.0 L V8                     | M     | 111    |
| 48 DNF | LMP2  | 25  | Ray Mallock Ltd. (RML)                     | Andy Wallace Mike Newton Thomas Erdos                   | MG-Lola EX265                        | M     | 100    |
| 48 DNF | LMP2  | 25  | Ray Mallock Ltd. (RML)                     | Andy Wallace Mike Newton Thomas Erdos                   | MG (AER) XP21 2.0 L Turbo I4         | M     | 100    |
| 49 DNF | LMP1  | 19  | Chamberlain-Synergy Motorsport             | Bob Berridge Gareth Evans Amanda Stretton               | Lola B06/10                          | D     | 87     |
| 49 DNF | LMP1  | 19  | Chamberlain-Synergy Motorsport             | Bob Berridge Gareth Evans Amanda Stretton               | AER P32C 4.0 L Turbo V8              | D     | 87     |
| 50 DNF | GT1   | 53  | Vitaphone Racing Team Strakka Racing       | Peter Hardman Nick Leventis Alexandre Negrão            | Aston Martin DBR9                    | M     | 82     |
| 50 DNF | GT1   | 53  | Vitaphone Racing Team Strakka Racing       | Peter Hardman Nick Leventis Alexandre Negrão            | Aston Martin 6.0 L V12               | M     | 82     |
| 51 DNF | GT2   | 94  | Speedy Racing Team                         | Andrea Chiesa Iradj Alexander Benjamin Leuenberger      | Spyker C8 Laviolette GT2-R           | M     | 72     |
| 51 DNF | GT2   | 94  | Speedy Racing Team                         | Andrea Chiesa Iradj Alexander Benjamin Leuenberger      | Audi 4.0 L V8                        | M     | 72     |
| 52 DNF | GT2   | 85  | Snoras Spyker Squadron                     | Ralf Kelleners Alexey Vasilyev Peter Dumbreck           | Spyker C8 Laviolette GT2-R           | M     | 43     |
| 52 DNF | GT2   | 85  | Snoras Spyker Squadron                     | Ralf Kelleners Alexey Vasilyev Peter Dumbreck           | Audi 4.0 L V8                        | M     | 43     |
| 53 DNF | GT2   | 76  | IMSA Performance Matmut                    | Raymond Narac Patrick Long Richard Lietz                | Porsche 997 GT3-RSR                  | M     | 26     |
| 53 DNF | GT2   | 76  | IMSA Performance Matmut                    | Raymond Narac Patrick Long Richard Lietz                | Porsche 3.8 L Flat-6                 | M     | 26     |
| 54 DNF | LMP2  | 41  | Trading Performance                        | Karim Ojjeh Claude-Yves Gosselin Adam Sharpe            | Zytek 07S/2                          | M     | 22     |
| 54 DNF | LMP2  | 41  | Trading Performance                        | Karim Ojjeh Claude-Yves Gosselin Adam Sharpe            | Zytek ZG348 3.4 L V8                 | M     | 22     |
| 55 DNF | GT2   | 83  | Risi Competizione Krohn Racing             | Tracy Krohn Nic Jonsson Eric van der Poele              | Ferrari F430 GT2                     | M     | 12     |
| 55 DNF | GT2   | 83  | Risi Competizione Krohn Racing             | Tracy Krohn Nic Jonsson Eric van der Poele              | Ferrari 4.0 L V8                     | M     | 12     |

Legenda :DNQ = Não largou - DNF = Abandono - NC = Não classificado - DSQ= Desqualificado